# Хворостухін Олексій Іванович
Олексій Іванович Хворостухін (30 березня 1900, село Григорівка Харківської губернії, тепер Харківської області — 9 лютого 1985, місто Москва, тепер Росія) — радянський державний діяч, 1-й секретар Іркутського і Тульського обласних комітетів КПРС, надзвичайний і повноважний посол СРСР в Монгольській Народній Республіці. Член ЦК КПРС у 1952—1961 роках. Депутат Верховної Ради РРФСР 2-го скликання. Депутат Верховної Ради СРСР 2—5-го скликань (у 1949—1962 роках).

## Життєпис
Народився в родині робітника-текстильника. З 1914 року працював чорноробом на будівництві в місті В'язники Владимирської губернії, вантажником Окського річкового пароплавства.
З 1918 року служив у Червоній армії, учасник громадянської війни в Росії.
Потім працював матросом Московсько-Окського річкового пароплавства. У 1921 році вступив до комсомолу. Обраний секретарем комсомольського осередку В'язниковського затону.
Член РКП(б) з лютого 1924 року.
У травні 1924—1929 роках — секретар осередку ВКП(б) В'язниковського затону Владимирської губернії; секретар комітету ВКП(б) підприємства у місті Александров Владимирської губернії.
У 1929—1935 роках — студент Ленінградського інституту інженерів шляхів сполучення. Був завідувачем культурно-пропагандистського відділу, секретарем комітету ВКП(б) Ленінградського інституту інженерів шляхів сполучення
Одночасно у 1933—1935 роках — інструктор Октябрського районного комітету ВКП(б) міста Ленінграда.
У 1935—1939 роках — інженер з монтажу, головний інженер, начальник теплоелектростанції Улан-Уденського паровозовагонного заводу Бурят-Монгольської АРСР. У 1939—1940 роках — секретар комітету ВКП(б) Улан-Уденського паровозовагонного заводу.
У листопаді 1940 — червні 1942 року — секретар Бурят-Монгольського обласного комітету ВКП(б) з промисловості.
У червні 1942 — листопаді 1944 року — відповідальний організатор Управління кадрів ЦК ВКП(б).
20 листопада 1944 — 21 березня 1949 року — 2-й секретар Іркутського обласного комітету ВКП(б).
21 березня 1949 — 14 вересня 1955 року — 1-й секретар Іркутського обласного комітету ВКП(б) (КПРС). У 1955 році — інспектор ЦК КПРС.
31 серпня 1955 — 27 вересня 1960 року — 1-й секретар Тульського обласного комітету КПРС.
3 липня 1960 — 14 лютого 1962 року — надзвичайний і повноважний посол СРСР в Монгольській Народній Республіці.
У 1962—1970 роках — співробітник апарату Держплану СРСР, Ради народного господарства СРСР і Державного комітету РМ СРСР з матеріально-технічного постачання (Держпостачу) СРСР.
З березня 1970 року — персональний пенсіонер союзного значення в місті Москві.
Помер 9 лютого 1985 року в місті Москві. Похований на Кунцевському цвинтарі.

## Нагороди і звання
- три ордени Леніна (1957; 27.12.1957; 1960).
- два ордени «Знак Пошани» (23.11.1939; 20.04.1944)
- медаль «За доблесну працю. В ознаменування 100-річчя з дня народження Володимира Ілліча Леніна» (1970)
- медаль «За доблесну працю у Великій Вітчизняній війні 1941—1945 рр.»
- медаль «За трудову доблесть»
- медалі
- надзвичайний і повноважний посол СРСР (1960)